# Byrrhus glabratus
Byrrhus glabratus is een keversoort uit de familie pilkevers (Byrrhidae). De wetenschappelijke naam van de soort is voor het eerst geldig gepubliceerd in 1841 door Heer.